# Президентські вибори в Еквадорі 2021
Президентські вибори в Еквадорі 2021 — чергові вибори президента Еквадора. Вибори проходили 7 лютого  (парламентські та 1-й тур президентських виборів) та 11 квітня (2-й тур президентських виборів) 2021 року. Чинний президент Ленін Морено, який обіймав цю посаду після перемоги на виборах 2017 року над Гільєрмо Лассо, не подавав свою кандидатуру для переобрання. Національна виборча рада встановила дату першого туру президентських виборів - 7 лютого  одночасно з голосуванням з приводу видобутку корисних копалин у Куенці. Френсіс Фукуяма описував 2020 рік як «в основному приніс погані новини про стан глобальної демократії» і послався, зокрема, на Еквадор як приклад «серйозної кризи влади» через економічний спад, викликаний пандемією COVID-19.
У 1-му турі Андрес Арауз отримав значну перевагу над суперниками, проте не достатню, щоб уникнути 2-го туру. На другому місці опинився Гільєрмо Лассо, який ледь випередив Яку Переса, який зайняв 3-є місце. 2-й тур пройшов 11 квітня. В результаті Гільєрмо Лассо отримав перемогу, його інавгурація відбулася 24 травня 2021 року.

## Загальні відомості
На попередніх загальних виборах у 2017 році поряд з референдумом з офшорних зон виборці обрали нового президента та Національну асамблею. Оскільки президент Альянсу ПАІС Рафаель Корреа, який уже відпрацював два президентські терміни, то він не мав права на переобрання. У першому турі президентських виборів кандидат від Альянсу ПАІС Ленін Морено отримав 39% голосів. Хоча він був більш ніж на 10% попереду свого найближчого суперника, Гільєрмо Лассо з Руху КРЕО («Створення можливостей»; CREO), йому не вистачило 40% порогу, необхідного, щоб уникнути другого туру, і 2 квітня був проведений другий раунд. У другому турі Морено був обраний президентом, набравши 51,16% голосів.

## Результати
| Кандидати              | Партія                                   | Перший тур | Перший тур | Другий тур | Другий тур |
| Кандидати              | Партія                                   | Голосів    | %          | Голосів    | %          |
| ---------------------- | ---------------------------------------- | ---------- | ---------- | ---------- | ---------- |
| Андрес Арауз           | Союз заради надії                        | 3 033 791  | 32,72 %    | 4 236 515  | 47,64 %    |
| Гільєрмо Лассо         | Рух CREO – Соціально-християнська партія | 1 830 172  | 19.74 %    | 4 656 426  | 52,36 %    |
| Яку Перес              | Пачакутік                                | 1 798 057  | 19,39 %    |            |            |
| Ксав'єр Гервас         | Демократичні ліві                        | 1 453 915  | 15,68 %    |            |            |
| Педро Хосе Фрейле      | Рух АМІГО                                | 192 763    | 2,08 %     |            |            |
| Ісідро Ромеро          | Аванса                                   | 172 714    | 1,86 %     |            |            |
| Лусіо Гутьєррес Борбуа | Патріотичне товариство                   | 164 800    | 1,78 %     |            |            |
| Герсон Алмейда         | Об’єднаний Еквадор                       | 160 572    | 1,73 %     |            |            |
| Хімена Пенья           | Альянс ПАІС                              | 143 160    | 1,54 %     |            |            |
| Гільєрмо Челі          | СУМА                                     | 84 640     | 0,91 %     |            |            |
| Хуан Фернандо Веласко  | Рух «Будувати»                           | 76 349     | 0,82 %     |            |            |
| Сезар Монтуфар         | Альянс чесності                          | 57 620     | 0,62 %     |            |            |
| Густаво Ларреа         | Демократія Так                           | 36 903     | 0,4 %      |            |            |
| Карлос Санья           | Фуерса Еквадор                           | 26 524     | 0,29 %     |            |            |
| Джованні Андраде       | Еквадорський союзний рух                 | 20 245     | 0,22 %     |            |            |
| Пауль Карраско         | Національний Рух Разом Зможемо           | 19 809     | 0,21 %     |            |            |
| РАЗОМ                  | РАЗОМ                                    | 9 272 034  | 100,00 %   | 8,892,941  | 100,00 %   |
| Джерело: CNE, CNE      |                                          |            |            |            |            |

### Національна асамблея
| Партія                            | Партія                          | Національний | Національний | Національний | Провінційний | Провінційний | Провінційний | Закордонний | Закордонний | Закордонний | Усього місць | +/–  |
| Партія                            | Партія                          | Голосів      | %            | Місць        | Голосів      | %            | Місць        | Голосів     | %           | Місць       | Усього місць | +/–  |
| --------------------------------- | ------------------------------- | ------------ | ------------ | ------------ | ------------ | ------------ | ------------ | ----------- | ----------- | ----------- | ------------ | ---- |
|                                   | Союз заради надії               | 2 584 595    | 32.21        | 5            | 2 432 925    | 30.37        | 40           | 43 421      | 43.76       | 4           | 49           | Нова |
|                                   | Пачакутік                       | 1 348 679    | 16.81        | 3            | 1 140 257    | 14.24        | 23           | 14 515      | 14.63       | 1           | 27           | +23  |
|                                   | Демократичні ліві               | 961 513      | 11.98        | 2            | 846 745      | 10.57        | 16           | 9452        | 9.53        | 0           | 18           | +14  |
|                                   | Соціально-християнська партія   | 780 541      | 9.73         | 2            | 932 622      | 11.64        | 16           | 9031        | 9.10        | 0           | 18           | +3   |
|                                   | CREO                            | 774 238      | 9.65         | 2            | 736 889      | 9.20         | 9            | 8884        | 8.95        | 1           | 12           | –22  |
|                                   | Альянс чесності                 | 301 369      | 3.76         | 1            | 155 979      | 1.95         | 1            | 1949        | 1.96        | 0           | 2            | Нова |
|                                   | Альянс ПАІС                     | 222 092      | 2.77         | 0            | 181 408      | 2.26         | 0            | 2423        | 2.44        | 0           | 0            | –74  |
|                                   | Об'єднаний Еквадор              | 166 888      | 2.08         | 0            | 193 840      | 2.42         | 2            | 1407        | 1.42        | 0           | 2            | Нова |
|                                   | Аванса                          | 154 529      | 1.93         | 0            | 202 149      | 2.52         | 2            | 2223        | 2.24        | 0           | 2            | +2   |
|                                   | Патріотичне товариство          | 145 398      | 1.81         | 0            | 157 424      | 1.97         | 1            |             |             |             | 1            | –1   |
|                                   | Партія народної єдності         | 139 969      | 1.74         | 0            | 163 103      | 2.04         | 0            | 1512        | 1.52        | 0           | 0            | 0    |
|                                   | СУМА                            | 135 038      | 1.68         | 0            | 177 280      | 2.21         | 0            | 1164        | 1.17        | 0           | 0            | Нова |
|                                   | Democracy Yes                   | 84 209       | 1.05         | 0            | 155 307      | 1.94         | 1            | 1267        | 1.28        | 0           | 1            | Нова |
|                                   | Фуерса Еквадор                  | 70 854       | 0.88         | 0            | 27 645       | 0.35         | 0            |             |             |             | 0            | –1   |
|                                   | Еквадорський Союз               | 59 080       | 0.74         | 0            | 110 920      | 1.38         | 1            | 568         | 0.57        | 0           | 1            | +1   |
|                                   | Рух «Будувати»                  | 57 711       | 0.72         | 0            |              |              | 1            | 693         | 0.70        | 0           | 1            | +1   |
|                                   | Національний Рух Разом Зможемо  | 37 438       | 0.47         | 0            | 48 585       | 0.61         | 0            | 705         | 0.71        | 0           | 0            | Нова |
|                                   | Рух за соціальну справедливість |              |              |              | 25 970       | 0.32         | 0            |             |             |             | 0            | Нова |
|                                   | Провінційні рухи (AP/Minga/AC)  |              |              |              | 321 037      | 4.01         | 3            |             |             |             | 3            | 0    |
| Усього                            | Усього                          | 8 024 141    | 100.00       | 15           | 8 010 085    | 100.00       | 116          | 99 214      | 100.00      | 6           | 137          | 0    |
|                                   |                                 |              |              |              |              |              |              |             |             |             |              |      |
| Дійсні голоси                     | Дійсні голоси                   | 8 024 141    | 75.59        |              | 8 010 085    | 77.43        |              | 99 214      | 82.75       |             |              |      |
| Недійсні/пусті голоси             | Недійсні/пусті голоси           | 2 591 041    | 24.41        |              | 2 335 229    | 22.57        |              | 20 679      | 17.25       |             |              |      |
| Усього голосів                    | Усього голосів                  | 10 615 182   | 100.00       |              | 10 345 314   | 100.00       |              | 119 893     | 100.00      |             |              |      |
| Зареєстрованих виборців/явка      | Зареєстрованих виборців/явка    | 13 107 364   | 80.99        |              | 12 661 372   | 81.71        |              | 410 146     | 29.23       |             |              |      |
| Джерело: Mercosur Parliament, CNE |                                 |              |              |              |              |              |              |             |             |             |              |      |

### Андський парламент
| Партія                       | Партія                         | Голосів    | %      | Місць |
| ---------------------------- | ------------------------------ | ---------- | ------ | ----- |
|                              | Союз заради надії              | 2 588 499  | 32.96  | 2     |
|                              | Пачакутік                      | 1 294 227  | 16.48  | 1     |
|                              | Демократичні ліві              | 1 001 581  | 12.75  | 1     |
|                              | Соціально-християнська партія  | 962 474    | 12.26  | 1     |
|                              | CREO                           | 673 995    | 8.58   | 0     |
|                              | Альянс ПАІС                    | 238 237    | 3.03   | 0     |
|                              | Об'єднаний еквадорський рух    | 172 590    | 2.20   | 0     |
|                              | Патріотичне товариство         | 157 956    | 2.01   | 0     |
|                              | Аванса                         | 157 306    | 2.00   | 0     |
|                              | СУМА                           | 148 508    | 1.89   | 0     |
|                              | Партія народної єдності        | 147 464    | 1.88   | 0     |
|                              | Альянс чесності                | 114 310    | 1.46   | 0     |
|                              | Демократія Так                 | 99 986     | 1.27   | 0     |
|                              | Еквадорський союзний рух       | 56 949     | 0.73   | 0     |
|                              | Національний Рух Разом Зможемо | 38 800     | 0.49   | 0     |
| Усього                       | Усього                         | 7 852 882  | 100.00 | 5     |
|                              |                                |            |        |       |
| Дійсні голоси                | Дійсні голоси                  | 7 852 882  | 74.78  |       |
| Недійсні/пусті голоси        | Недійсні/пусті голоси          | 2 648 669  | 25.22  |       |
| Усього голосів               | Усього голосів                 | 10 501 551 | 100.00 |       |
| Зареєстрованих виборців/явка | Зареєстрованих виборців/явка   | 13 099 150 | 80.17  |       |
| Джерело: CNE                 |                                |            |        |       |